# Райт, Денис
Денис Райт (англ. Denis Arthur Hepworth Wright; 23 марта 1911, Кингстон-апон-Темс, графство Суррей — 18 мая 2005, Хадденем) — британский дипломат. Автор двух книг о Персии.

## Биография
Учился в Брентвудской школе в Эссексе и в оксфордском отделении им. святого Эдмунда, где изучал современнуюю историю и где впоследствии (в 1972 году) стал почётным членом совета колледжа (также с 1975 года почётный член совета колледжа св. Антония).
После Оксфорда начал трудовую деятельность помощником менеджера по рекламе в табачной фирме Gallaher and Company, где работал в 1935—1939 годах.
С 1946 года на дипломатической службе.
В 1951—1953 годах руководитель департамента экономических связей Форин-офис. Здесь под его руководством работал будущий министр иностранных дел Великобритании Дуглас Хёрд.
С 1953 года временный поверенный в делах, в 1954—1955 годах советник в Иране.
В 1955—1959 годах опять помощник заместителя министра иностранных дел Великобритании.
В 1959—1962 годах посол Великобритании в Эфиопии.
В 1962 году помощник заместителя министра иностранных дел Великобритании.
В 1963—1971 годах посол Великобритании в Иране.
C 1974 года в отставке.
После выхода в отставку работал исполнительным директором Shell и Chartered Bank, директором Mitchell Coutts.
Являлся членом совета и в 1978—1987 годах президентом Британского института персидских исследований. В 1976—1979 годах председатель Иранского общества и его президент в 1989—1995 годах
Рыцарь Великого Креста ордена Святого Михаила и Святого Георгия (1971, рыцарь-командор 1961, кавалер 1954).
С 1939 года был женат на Ионе Крейг (Iona Craig), детей не имели. Они познакомились в оксфордском лейбористском клубе. Интересно, что до их свадьбы его будущая супруга успела побывать в России, США и Китае. Ею написаны мемуары «Черноморская невеста» (1997).